# Fototaxis
Fototaxis is een term in de biologie die gebruikt wordt voor organismen die reageren op licht. Fototaxis slaat op de 'voorkeur' of 'afkeer' van een organisme voor blootstelling aan licht. Een organisme dat wordt aangetrokken door licht wordt positief fototactisch genoemd en als het door licht wordt afgestoten wordt het organisme negatief fototactisch genoemd.